# 妊卫二
妊卫二（Namaka）是妊神星其中一颗卫星，比妊卫一小，距妊神星更近，以一条椭圆率极高的轨道围绕妊神星运行，公转周期为18天。

## 发现及命名
发现之初，这颗卫星被称作“布立增”（Blitzen，传说中为圣诞老人拉雪橇的一只驯鹿），2003 EL61改名做妊神星后，随之易名为妊卫二。